# Marthe Flandrin
Marthe Flandrin, née à Montgeron le 4 août 1904 et morte le 30 juin 1987 à Montmorency, est une artiste peintre française spécialisée dans l'art de la fresque.

## Biographie
Marthe est la fille de Louis Pierre Félix Flandrin (1864-1939), professeur agrégé de l'université, et de Marie Héloïse Antoinette Roger, son épouse, sans profession. C'est la sœur de l'architecte Paul Louis Marie Flandrin (1902-1936), dont la femme est l'artiste verrier Simone Latron (1905-2000).
Après avoir suivi une scolarité classique, elle est admise à l'École des beaux-arts de Paris où elle intègre les ateliers de Jean-Pierre Laurens pour la peinture et de Pierre-Henri Ducos de La Haille, pour la fresque, de 1926 à 1931.
Elle fait la connaissance d'Élisabeth Faure avec laquelle elle se lie d'amitié à l'occasion de son adhésion à l'Union des catholiques des beaux-arts. Les deux femmes réaliseront ensemble plusieurs décorations d'édifices religieux, dont celle de la salle de réunion de l’association, rue Madame à Paris, avec une fresque intitulée Le Seigneur est mon pasteur… (1930). Elles œuvrent ensuite en 1931 au pavillon des Missions étrangères de l’Exposition coloniale et, en 1935, à cathédrale Sainte-Geneviève-et-Saint-Maurice de Nanterre.
Marthe Flandrin est également membre de la Société de Saint-Jean et y côtoie ses fondateurs Maurice Denis et George Desvallières. Comme beaucoup d'artistes, elle bénéficie des nombreux chantiers ouverts entre les deux guerres par le cardinal Verdier, puis subit la perte de ceux-ci par la décision du père dominicain Marie-Alain Couturier (1877-1954) d'ouvrir la décoration des églises à des artistes dit « modernes », et n'ayant pas nécessairement la foi, ce qui déclenchera la querelle de l'art sacré,,,,. À partir de ce moment elle se consacrera aux relevés de fresques anciennes à travers la France.
Elle est lauréate de la Casa de Velázquez à Madrid. Du fait de la Guerre civile espagnole, cette institution s'étant provisoirement déplacée à Fès au Maroc, elle découvre ce pays avec son amie Élisabeth Faure de 1938 à 1939, les deux artistes travaillant déjà souvent ensemble depuis une dizaine d'années.
Elle réalise de nombreuses fresques dans des écoles et établissements publics, dont on ne conserve pour beaucoup le souvenir que par la photographie.
Elle est inhumée à Paris au cimetière du Père-Lachaise (57e division).

## Œuvres

### Œuvres dans les collections publiques
- Avranches, musée d'art et d'histoire.
- Beauvais, musée départemental de l'Oise : huit peintures, trente-neuf aquarelles, vingt-neuf dessins.
- Boulogne-Billancourt, musée des Années Trente.
- Roubaix, musée de La Piscine.

### Fresques
- 1929, L'Italie ou La cueillette des olives, fresque réalisée avec la collaboration d'Élisabeth Faure, préau de l'école des filles du no 7 rue Delambre à Paris (Georges Pradelle architecte).
- 1930, Le Seigneur est mon pasteur, fresque en collaboration avec Élisabeth Faure, salle de réunion de l’association Catholiques des beaux-arts, rue Madame à Paris.
- 1933, Sainte-Catherine de Sienne, église du Saint-Esprit de Paris [16].
- 1935, La Maison bâtie sur le sable, Le Mauvais serviteur, Les Vierges sages et les vierges folles, fresques du déambulatoire de la cathédrale Sainte-Geneviève-et-Saint-Maurice de Nanterre.
- 1937, Pavillon pontifical et Pavillon de la Parure à l'Exposition universelle de 1937 de Paris.
- 1939, Les Désastres de la guerre, fresque du hall du Pavillon des Nations unies à la Foire internationale de New York 1939-1940.
- 1941, L'Ange Vert (Message heureux), fresque du bureau de poste au no 7 du boulevard Haussmann à Paris. Conservée en partie au musée des Années Trente de Boulogne-Billancourt[17].
- 1941, fresques pour l'église Sainte-Germaine de Cachan.
- 1953, fresques du chœur de l'église de Givry-sur-Aisne.
- 1960, décoration du porche de l'église de Valognes (Manche).

### Tapisseries
- 1953, Le Génie de la couleur, tapisserie de la manufacture des Gobelins.
- 1975, tapisserie de la manufacture des Gobelins pour la crypte de la cathédrale Notre-Dame de Chartres.

### Mosaïques
- 1962, mosaïques du plafond de la basilique Notre-Dame-de-la-Trinité de Blois pour la Confrérie des trois Ave.

## Expositions
- 1998, Beauvais, musée départemental de l'Oise, exposition des œuvres données au  musée en 1997.
- 1999, exposition à Fès au Maroc.
- Du 7 juillet au 31 octobre 2010, Beauvais, musée départemental de l'Oise[18].
- Du 5 juin au 30 septembre 2010, musée d'art et d'histoire d'Avranches.
- Du 24 juin au 24 octobre 2010, Boulogne-Billancourt, musée des Années Trente.
- Du 2 juillet au 5 septembre 2010, Roubaix, musée de La Piscine.
- En 2023, elle fait partie des artistes présentées dans le cadre de l'exposition « Artistes voyageuses, l'appel des lointains – 1880-1944 » au palais Lumière d'Évian puis au musée de Pont-Aven[19].